# 1993
1993. је била проста година.

## Догађаји

### Јануар
- 1. јануар — Подела Чехословачке на две независне државе, Чешку Републику и Словачку.
- 2. јануар — Представљен Венс-Овенов план за окончање рата у Босни и Херцеговини.
- 3. јануар — Председници Русије и САД Борис Јељцин и Џорџ Буш потписали споразум о смањењу нуклеарног оружја за две трећине, СТАРТ 2.
- 7. јануар — Масакр над Србима у сребреничком селу Кравица.
- 13. јануар — Конвенција о хемијском оружју  потписан глобални споразум о контроли оружја чије је пуно име Конвенција о забрани развоја, производње, складиштења и употребе хемијског оружја, те о његовом уништењу.
- 16. јануар — Злочин у Скеланима.
- 20. јануар — Бил Клинтон инаугурисан за 42. председника САД.

### Фебруар
- 26. фебруар — У снажној експлозији у Светском трговинском центру у Њујорку, за коју су одговорни арапски исламски терористи, погинуло шест, повређено око 1.000 људи.
- 27. фебруар — На прузи Београд-Бар у станици Штрпци наоружани отмичари извели су из воза 20 путника, југословенских држављана муслиманске националности и одвели их у непознатом правцу.

### Март
- 18. фебруар — Даруварски споразум  потписан између Републике Хрватске и Републике Српске Крајине у Заштићеном подручју Организације уједињених нација за САО Западну Славонију, познат и као Сектор Запад.
- 11. март — Командант снага УНПРОФОР-а у БиХ, генерал Морилон, стигао у Сребреницу која је била под опсадом српских снага.
- 26. март — Савет безбедности Уједињених нација изгласао слање мировних трупа од 30.000 војника у Сомалију.

### Април
- 18. април — Савет безбедности УН прогласио Сребреницу „заштићеном зоном“.
- 19. април — У масакру у Зеници погинуло је и рањено више цивила у тренутку велике гужве од гранате испаљених на центар Зенице.
- 19. април — Више од 80 припадника америчке верске секте Лоза Давидијанаца, укључујући вођу Дејвида Кореша, убили федерални агенти кад су, после 51 дана опсаде, упали у седиште секте у тексашком граду Вејко.
- 27. април — Фудбалери репрезентације Замбије су погинули у паду авиона у Атлантски океан код Габона на путу да одиграју квалификациону утакмицу за Светско првенство 1994. против Сенегала.

### Мај
- 1. мај — Бомбаш самоубица из редова Тамилских тигрова је убио председника Шри Ланке Ранасингхеа Премадасу током првомајске прославе у Коломбу.
  - Објављен је банкрот Дафимент банке.
- 5. мај — Народна скупштина Републике Српске је на седници на Палама одбила Венс—Овенов план за решење кризе и окончање Рата у Босни и Херцеговини.
- 7. мај — У ноћи је минирањем срушена бањолучка џамија Ферхадија, у име чега муслимани у БиХ од тада 7. мај обиљежавају као Дан џамија.
- 10. мај — Више од 200 тајландских радника погинуло у пожару који је захватио фабрику играчака у провинцији Након Патом.
- 24. мај — Еритреја је стекла независност од Етиопије после 30 година рата.
- 25. мај — Савет безбедности УН усвојио је резолуцију 827 о оснивању Међународног суда за ратне злочине почињене на тлу бивше Југославије са седиштем у Хагу.
- 31. мај — Добрица Ћосић је, гласовима посланика савезног парламента, смењен са места председника СР Југославије.

### Јун
- 1. јун — Српски покрет обнове организовао демонстрације у Београду због физичког напада на посланика СПО у савезном парламенту. Током протеста, покушано заузимање зграде парламента а у нередима погинуо један милиционер. Лидер СПО-а, Вук Драшковић, и његова супруга Даница ухапшени.
- 17. јун — У главном граду Сомалије Могадишу погинуло шест, повређена 43 припадника мировних снага Уједињених нација, када су покушали да ухвате лидера сомалијских герилаца Мохамеда Фараха Аидида.
- 25. јун — Зоран Лилић је наследио Добрицу Ћосића као председник Савезне Републике Југославије.
  - Ким Кембел је постала прва жена на челу Владе Канаде.
- 27. јун — САД с 23 крстареће ракете томахавк бомбардовале седиште ирачке обавештајне службе у Багдаду.

### Јул
- 9. јул — Председник Србије, Слободан Милошевић, изрекао аболицију брачном пару Драшковић

### Септембар
- 13. септембар — Израел и Палестинска ослободилачка организација (ПЛО) потписали су у Вашингтону мировни споразум којим је предвиђена палестинска самоуправа на окупираним територијама.
- 21. септембар — Председник Русије Борис Јељцин распустио је парламент и суспендовао важећи устав под оптужбом да посланици у парламенту блокирају уставне реформе и изборе, изазвавши Руску уставну кризу.
- 21. септембар — Муслиманска страна у Босни и Херцеговини одбила предлог мировног споразума, познатијег као Овен-Столтенбергов план, за окончање рата у БиХ.
- 22. септембар — Речна баржа је ударила у железнички мост код града Мобил у Алабами, изазвавши најтежу несрећу у историји Амтрака, у којој је погинуло 47 особа.
- 24. септембар — Нородом Сиханук је поново преузео камбоџански престо и потписао нов Устав према коме је Камбоџа постала уставна монархија.

### Октобар
- 3. октобар — У операцији америчке војске у Могадишу погинуло је 18, а рањено 73 војника.
- 8. октобар — Уједињене нације су укинуле санкције Јужној Африци уведене због политике апартхејда коју су спроводиле тадашње власти.

### Новембар
- 9. новембар — Након вишедневног бомбардовања од стране ХВО срушен је Стари мост у Мостару.

### Децембар
- 3. децембар — Анатолиј Карпов је победио на шаховском турниру у Тилбургу, Холандија.
- 18. децембар — У Загребу обновљено Српско привредно друштво Привредник.
- 19. децембар — На ванредним изборима за Скупштину Србије, Социјалистичка партија Србије освојила 123 посланичка места.
- 21. децембар — Председник Русије Борис Јељцин распустио је парламент и суспендовао важећи устав под оптужбом да посланици у парламенту блокирају уставне реформе и изборе, изазвавши Руску уставну кризу.

### Датум непознат
- Википедија:Непознат датум — Једна од највећих хиперинфлација у историји довела је многе грађане Југославије на ивицу опстанка.

## Рођења

### Јануар
- 4. јануар — Џејмс Макаду, амерички кошаркаш[1]
- 5. јануар — Мајкл Оџо, нигеријско-амерички кошаркаш (прем. 2020)[2]
- 7. јануар — Филип Хорански, словачки тенисер[3]
- 12. јануар — Зејн Малик, енглески музичар, најпознатији као члан групе
- 16. јануар — Саша Аврамовић, српски кошаркаш[4]
- 22. јануар — Филип Стојковић, српско-црногорски фудбалер[5]
- 26. јануар — Кевин Пангос, канадско-словеначки кошаркаш[6]
- 26. јануар — Соња Сајзор, српска музичарка и уметница
- 28. јануар — Ричмонд Боаћи, гански фудбалер[7]
- 28. јануар — Вил Полтер, енглески глумац[8]

### Фебруар
- 6. фебруар — Немања Радоја, српски фудбалер[9]
- 6. фебруар — Тинаше, америчка музичарка, плесачица, музичка продуценткиња и глумица[10]
- 9. фебруар — Патрик Андраде, зеленортски фудбалер[11]
- 10. фебруар — Мија Калифа, америчка порнографска глумица[12]
- 13. фебруар — Урош Спајић, српски фудбалер[13]
- 17. фебруар — Марк Маркез, шпански спортски мотоциклиста
- 19. фебруар — Викторија Џастис, америчка певачица и глумица[14]
- 20. фебруар — Жига Димец, словеначки кошаркаш[15]

### Март
- 2. март — Немања Крстић, српски кошаркаш[16]
- 3. март — Антонио Ридигер, немачки фудбалер[17]
- 5. март — Хари Магвајер, енглески фудбалер[18]
- 5. март — Фред, бразилски фудбалер[19]
- 10. март — Џек Батленд, енглески фудбалски голман[20]
- 11. март — Ентони Дејвис, амерички кошаркаш[21]
- 12. март — Мамаду Мбођ, сенегалски фудбалер[22]
- 12. март — Теодора Пушић, српска одбојкашица
- 15. март — Александра Крунић, српска тенисерка
- 15. март — Пол Погба, француски фудбалер
- 18. март — Бранко Јовичић, српски фудбалер[23]
- 20. март — Слоун Стивенс, америчка тенисерка
- 21. март — Лука Митровић, српски кошаркаш[24]
- 28. март — Матија Настасић, српски фудбалер[25]

### Април
- 4. април — Френк Камински, амерички кошаркаш[26]
- 5. април — Скоти Вилбекин, америчко-турски кошаркаш[27]
- 5. април — Страхиња Гавриловић, српски кошаркаш[28]
- 6. април — Абрахам Фримпонг, гански фудбалер[29]
- 8. април — Ненад Миљеновић, српски кошаркаш[30]
- 8. април — Данило Николић, црногорски кошаркаш[31]
- 9. април — Маја Ненадић, српска ТВ водитељка
- 10. април — Софија Карсон, америчка глумица и певачица[32]
- 11. април — Амедео Дела Вале, италијански кошаркаш[33]
- 13. април — Немања Дангубић, српски кошаркаш[34]
- 24. април — Еш, америчка музичарка[35]

### Мај
- 1. мај — Жан Кристоф Баебек, француски фудбалер[36]
- 1. мај — Викторија Моне, америчка музичарка
- 5. мај — Амануел Диреса, канадски кошаркаш[37]
- 6. мај — Урош Ковачевић, српски одбојкаш[38]
- 6. мај — Наоми Скот, енглеска глумица и певачица[39]
- 9. мај — Бони Ротен, америчка порнографска глумица[40]
- 13. мај — Ромелу Лукаку, белгијски фудбалер[41]
- 13. мај — Деби Рајан, америчка глумица и певачица[42]
- 14. мај — Кристина Младеновић, француска тенисерка српског порекла[43]
- 16. мај — IU, јужнокорејска певачица и глумица
- 25. мај — Норман Пауел, амерички кошаркаш[44]
- 28. мај — Андрија Бојић, српски кошаркаш[45]

### Јун
- 1. јун — Џони О’Брајант, амерички кошаркаш[46]
- 3. јун — Ото Портер, амерички кошаркаш[47]
- 13. јун — Милан Јевтовић, српски фудбалер[48]
- 16. јун — Гиљем Вивес, шпански кошаркаш[49]
- 19. јун — Артурас Гудаитис, литвански кошаркаш
- 20. јун — Сеад Колашинац, босанскохерцеговачки фудбалер[50]
- 20. јун — Ђорђе Милошевић, српски кошаркаш[51]
- 25. јун — Кевин Пантер, амерички кошаркаш[52]
- 26. јун — Аријана Гранде, америчка музичарка и глумица[53]
- 26. јун — Александар Околић, српски одбојкаш[54]
- 28. јун — Бредли Бил, амерички кошаркаш[55]
- 30. јун — Едита Арадиновић, српска певачица[56]

### Јул
- 4. јул — Мате Павић, хрватски тенисер[57]
- 10. јул — Јиржи Весели, чешки тенисер[58]
- 17. јул — Сава Ранђеловић, српски ватерполиста[59]
- 17. јул — Кали Учис, америчка музичарка
- 20. јул — Стивен Адамс, новозеландски кошаркаш[60]
- 20. јул — Лука Дињ, француски фудбалер[61]
- 20. јул — Марко Полетановић, српски фудбалер[62]
- 26. јул — Елизабет Гилис, америчка глумица и певачица[63]
- 26. јул — Тејлор Момсен, америчка музичарка, глумица и модел[64]
- 27. јул — Џордан Лојд, амерички кошаркаш[65]
- 28. јул — Хари Кејн, енглески фудбалер[66]
- 28. јул — Шер Лојд, енглеска музичарка и модел[67]

### Август
- 1. август — Алекс Абрињес, шпански кошаркаш[68]
- 4. август — Стефан Јанковић, српско-канадски кошаркаш[69]
- 7. август — Велимир Стјепановић, српски пливач
- 8. август — Сања Вучић, српска певачица
- 10. август — Дејан Видић, српски фудбалер[70]
- 10. август — Андре Драмонд, амерички кошаркаш[71]
- 13. август — Виктор Рашовић, српски ватерполиста[72]
- 15. август — Алекс Окслејд Чејмберлен, енглески фудбалер[73]
- 18. август — Маја Мичел, аустралијска глумица и певачица[74]
- 26. август — Кики Палмер, америчка глумица, музичарка и плесачица[75]
- 29. август — Лијам Пејн, енглески музичар, најпознатији као члан групе One Direction (прем. 2024)[76]
- 29. август — Матеуш Поњитка, пољски кошаркаш[77]

### Септембар
- 3. септембар — Доминик Тим, аустријски тенисер[78]
- 4. септембар — Аслан Карацев, руски тенисер[79]
- 11. септембар — Маркус Пејџ, амерички кошаркаш[80]
- 12. септембар — Александар Цветковић, српски кошаркаш[81]
- 13. септембар — Мирко Иванић, српско-црногорски фудбалер[82]
- 13. септембар — Најл Хоран, ирски музичар, најпознатији као члан групе [83]
- 15. септембар — Денис Шредер, немачки кошаркаш[84]
- 18. септембар — Патрик Шварценегер, аустријско-амерички глумац и модел[85]
- 20. септембар — Јулијан Дракслер, немачки фудбалер[86]
- 21. септембар — Анте Ребић, хрватски фудбалер[87]
- 25. септембар — Росалија, шпанска музичарка
- 27. септембар — Моника Пуиг, порториканска тенисерка
- 30. септембар — Јована Јакшић, српска тенисерка[88]

### Октобар
- 8. октобар — Моли Квин, америчка глумица[89]
- 7. октобар — Раде Крунић, босанскохерцеговачки фудбалер[90]
- 8. октобар — Гарбиње Мугуруза, шпанска тенисерка[91]
- 8. октобар — Барбара Палвин, мађарски модел[92]
- 13. октобар — Срђан Спиридоновић, аустријски фудбалер[93]
- 21. октобар — Кејн Браун, амерички музичар[94]
- 25. октобар — Ајзеа Остин, амерички кошаркаш[95]
- 29. октобар — Индија Ајсли, америчка глумица[96]
- 29. октобар — Сара Јовановић, српска певачица
- 31. октобар — Летиша Рајт, енглеска глумица[97]

### Новембар
- 2. новембар — Дражен Лубурић, српски одбојкаш
- 10. новембар — Срђан Мијаиловић, српски фудбалер[98]
- 13. новембар — Џулија Мајклс, америчка музичарка
- 14. новембар — Самуел Умтити, француски фудбалер[99]
- 15. новембар — Пауло Дибала, аргентински фудбалер[100]
- 16. новембар — Андрија Павловић, српски фудбалер[101]
- 19. новембар — Сусо, шпански фудбалер[102]
- 27. новембар — Иван Маринковић, српски кошаркаш[103]

### Децембар
- 5. децембар — Рос Баркли, енглески фудбалер[104]
- 5. децембар — Маркус Ериксон, шведски кошаркаш[105]
- 13. децембар — Данијела Колинс, америчка тенисерка[106]
- 17. децембар — Кирси Клемонс, америчка глумица[107]
- 22. децембар — Меган Трејнор, америчка музичарка[108]
- 27. децембар — Оливија Кук, енглеска глумица[109]

## Смрти

### Јануар
- 6. јануар — Дизи Гилеспи, амерички џез музичар (трубач, певач, композитор) (рођ. 1917)
- 6. јануар — Рудолф Нурејев, руски балетан, кореограф и глумац (рођ. 1938)[110]
- 20. јануар — Одри Хепберн, британска глумица (рођ. 1929)[111]

### Фебруар
- 6. фебруар — Артур Еш, амерички тенисер (рођ. 1943)
- 11. фебруар — Десанка Максимовић, српска песникиња, списатељица и преводилац (рођ. 1898)[112]
- 18. фебруар — Џеклин Хил, енглеска глумица (рођ. 1929)[113]
- 24. фебруар — Боби Мур, енглески фудбалер и фудбалски тренер (рођ. 1941)[114]
- 27. фебруар — Лилијан Гиш, америчка глумица, редитељка и сценаристкиња (рођ. 1893)[115]

### Март
- 3. март — Алберт Сејбин, пољско-амерички вирусолог, проналазач оралне полио вакцине (рођ. 1906)[116]
- 17. март — Хелен Хејз, америчка глумица (рођ. 1900)[117]
- 26. март — Ташко Начић, српски глумац (рођ. 1934)[118]
- 26. март — Рубен Фајн, амерички шахиста и психолог, писац многих књига из области психологије и шаха (рођ. 1914)
- 31. март — Брендон Ли, амерички глумац (рођ. 1965)[119]

### Април
- 8. април — Столе Аранђеловић, српски глумац (рођ. 1930)[120]

### Јун
- 7. јун — Дражен Петровић, хрватски кошаркаш (рођ. 1964)[121]
- 9. јун — Алексис Смит, америчка глумица и певачица (рођ. 1921)[122]
- 15. јун — Џејмс Хант, енглески аутомобилиста, возач формуле 1 (рођ. 1947)[123]
- 19. јун — Вилијам Голдинг, енглески писац, песник и драматург, добитник Нобелове награде за књижевност (1983). (рођ. 1911)[124]
- 28. јун — Џи Џи Алин, амерички панк рок музичар (рођ. 1956)[125]

### Јул
- 4. јул — Ен Ширли, америчка глумица (рођ. 1918)[126]
- 15. јул — Божа Илић, српски сликар (рођ. 1919)
- 21. јул — Бранко Вујовић, српски глумац (рођ. 1932)[127]

### Август
- 7. август — Татомир Анђелић, српски математичар и стручњак за механику (рођ. 1903)[128]
- 30. август — Милош Жутић, српски глумац (рођ. 1939)[129]

### Септембар
- 27. септембар — Милан Мушкатировић, југословенски ватерполо голман (рођ. 1934)[130]

### Октобар
- 20. октобар — Милан Коњовић, српски сликар (рођ. 1898)[131]
- 25. октобар — Винсент Прајс, амерички глумац (рођ. 1911)[132]
- 31. октобар — Федерико Фелини, италијански редитељ и сценариста (рођ. 1920)[133]
- 31. октобар — Ривер Финикс, амерички глумац, музичар и активиста за права животиња (рођ. 1970)[134]

### Новембар
- 11. новембар — Драгомир Бојанић Гидра, српски глумац (рођ. 1933)[135]

### Децембар
- 2. децембар — Пабло Ескобар, колумбијски наркобос и кријумчар, познат као краљ кокаина (рођ. 1949)[136]
- 4. децембар — Френк Запа, амерички музичар и сатиричар (рођ. 1940)[137]
- 6. децембар — Дон Амичи, амерички глумац и комичар (рођ. 1908)[138]
- 14. децембар — Мирна Лој, америчка глумица (рођ. 1905)[139]
- 14. децембар — Силвина Окампо, аргентинска списатељица, песникиња и уметница (рођ. 1903)

### Датум непознат
- непознат датум — Радивоје Пешић, српски лингвиста (рођ. 1931)

## Нобелове награде
- Физика — Расел Алан Халс и Џозеф Хутон Тејлор мл.
- Хемија — Кари Б. Малис и Мајкл Смит
- Медицина — Ричард Џ. Робертс и Филип А. Шарп
- Књижевност - Тони Морисон
- Мир — Председник Нелсон Мандела (ЈАР) и бивши председник Фредерик Вилем де Клерк (ЈАР)
- Економија — Роберт Фогел и Даглас Норт (САД)